# Aleksandr Drankov
Aleksandr Osipovič Drankov, (ruski: Алекса́ндр О́сипович Дранко́в; Rusko Carstvo, 18. siječnja 1886. – San Francisco, Kalifornija, Sjedinjene Američke Države, 3. siječnja 1949.), ruski filmski redatelj.

## Filmovi
- Bolšoj čelovek,
- Svadba Krečinskogo,
- Taras Bulba

## Vanjske poveznice
- Aleksandr Drankov na kino-teatr.ru